# IN MY DREAM (TUBEの曲)
「IN MY DREAM」（イン マイ ドリーム）は、日本のバンドTUBEの31枚目のシングルである。1999年10月20日発売。発売元はソニー・ミュージックレコーズ。

## 概要
前作から2ヶ月ぶりとなるシングル。TUBEとしては最後の8cmCDシングル。

## 収録曲
| 全作詞: 前田亘輝、全作曲: 春畑道哉、全編曲: TUBE、池田大介。 |                                    |          |            |      |
| #                                                            | タイトル                           | 作詞     | 作曲・編曲 | 時間 |
| 1.                                                           | 「IN MY DREAM」                    | 前田亘輝 | 春畑道哉   | 4:31 |
| 2.                                                           | 「世界で君だけが…」                | 前田亘輝 | 春畑道哉   | 5:22 |
| 3.                                                           | 「IN MY DREAM (Original Karaoke)」 | 前田亘輝 | 春畑道哉   | 4:28 |
| 合計時間:                                                    | 合計時間:                          | 14:21    |            |      |

## 収録アルバム
- TUBEst III (#1)
- Melodies & Memories II (#2)
- 35年で35曲 “汗と涙” ～涙は心の汗だから～（#1、リミックス）
- All Singles TUBEst -Blue- (#1)

## タイアップ
IN MY DREAM
- 東宝配給映画「サラリーマン金太郎」主題歌

世界で君だけが…
- 同映画挿入歌